# Koba Pchakadse
Koba Pchakadse (georgisch კობა ფხაკაძე, englische Transkription: Koba Pkhakadze; * 7. Januar 1984 in Kutaissi) ist ein ehemaliger georgischer Boxer. Sein größter Erfolg war der Gewinn einer Bronzemedaille im Leichtgewicht bei den Weltmeisterschaften 2009.

## Karriere
Koba Pchakadse begann 1993 mit dem Boxen. 2003 gewann er jeweils die Silbermedaille im Federgewicht bei den Kadetten-Europameisterschaften in Litauen und den Kadetten-Weltmeisterschaften in Rumänien. Bei den Weltmeisterschaften 2005 in China schied er in der zweiten Vorrunde, bei den Europameisterschaften 2006 in Bulgarien im Achtelfinale aus.
Bei den Europameisterschaften 2008 in England scheiterte er erst im Viertelfinale knapp an Miklós Varga (6:8), während er bei den Weltmeisterschaften 2009 in Italien eine Bronzemedaille erkämpfte; er hatte sich dabei gegen Aurimas Naudžius (17:10), Gabriel Podaşcă (16:2), Mehdi Ouatine (17:3) und Eugen Burhard (9:2) durchgesetzt, ehe er im Halbfinale an Domenico Valentino (2:15) scheiterte.
Bei den Europameisterschaften 2011 in der Türkei unterlag er in der Vorrunde knapp gegen Josh Taylor (12:12+), während er bei den Weltmeisterschaften 2011 in Aserbaidschan die dritte Vorrunde erreichte.